# Стрёмсунд (коммуна)
Коммуна Стремсунд (швед. Strömsunds kommun) — административно-территориальная единица местного самоуправления, расположенная на севере лена Емтланд в центральной Швеции на границе с Норвегией.
Стрёмсунд 6-я по величине территории коммуна Швеции. Административный центр коммуны — город Стрёмсунд.

## Население
Население 12 165 человек (по состоянию на сентябрь 2012 года).
| Население коммуны Стрёмсунд за 1970—2010 годы | Население коммуны Стрёмсунд за 1970—2010 годы | Население коммуны Стрёмсунд за 1970—2010 годы | Население коммуны Стрёмсунд за 1970—2010 годы | Население коммуны Стрёмсунд за 1970—2010 годы |
| Год                                           |                                               |                                               | Население                                     |                                               |
| --------------------------------------------- | --------------------------------------------- | --------------------------------------------- | --------------------------------------------- | --------------------------------------------- |
| 1970                                          |                                               |                                               | 18 460                                        |                                               |
| 1975                                          |                                               |                                               | 17 758                                        |                                               |
| 1980                                          |                                               |                                               | 17 343                                        |                                               |
| 1985                                          |                                               |                                               | 16 611                                        |                                               |
| 1990                                          |                                               |                                               | 16 093                                        |                                               |
| 1995                                          |                                               |                                               | 15 316                                        |                                               |
| 2000                                          |                                               |                                               | 13 938                                        |                                               |
| 2005                                          |                                               |                                               | 12 931                                        |                                               |
| 2010                                          |                                               |                                               | 12 185                                        |                                               |